# Can Merengues
Can Merengues és una masia de Parets del Vallès (Vallès Oriental) inclosa a l'Inventari del Patrimoni Arquitectònic de Catalunya.

## Descripció
Masia situada a llevant de la riera Seca, a la qual s'arriba des dels carrers de l'Eixample. Consta de planta baixa i pis, amb coberta de teula àrab. Els vessants acabats amb un ràfec recolzat en mènsules.
L'edificació es distribueix en planta baixa. La composició de la façana principal defineix tres eixos verticals, amb l'entrada d'arc rebaixat, emfasitzat pel balcó a la planta pis amb barana de ferro amb brèndoles verticals. Les façanes estan arrebossades i pintades de color blanc, recolzada en un sòcol de color gris.

## Història
L'agost de 1927, en Segimon Ciurana que viu a Can Merengues demana un permís per obrir finestres en una casa que posseeix al carrer Major. El cadastre de 1946 ja pareix can Merengues, a nom de l'avi de l'actual propietari Joan Ferret Planas.